# Jesús María Pereda
Jesús María Pereda Ruiz de Temiño, comunemente noto come Chus Pereda (Burgos, 23 giugno 1938 – Barcellona, 27 settembre 2011), è stato un allenatore di calcio e calciatore spagnolo, di ruolo centrocampista, campione d'Europa con la nazionale spagnola nel 1964.
È scomparso nel 2011 all'età di 73 anni a seguito di un tumore.

## Carriera

### Club
Iniziò la carriera da professionista nell'SD Indautxu, un club minore dell'Atlétic Bilbao, ma, a causa dell'origine non basca, venne rifiutato dall'Atlétic e firmò per il Real Madrid. A Madrid fu membro della squadra che vinse la Liga 1957-1958. Dopo solo due presenze in campionato ed una nella finale della Copa del Generalísimo lasciò la squadra per il Real Valladolid. Contrinbuì alla vittoria del Gruppo I della Segunda División spagnola, per poi passare due stagioni al Siviglia prima di essere acquistato dal Barcellona. In otto stagioni nel club giocò 312 gare e realizzò 107 reti tra tutte le competizioni. Durante la permanenza in blaugrana vinse la Copa del Generalísimo due volte, nel 1963 e nel 1968. Dopo aver lasciato il Barcellona giocò nel CE Sabadell e nell'RCD Mallorca prima di ritirarsi.

### Nazionale
Conta 15 presenze nella Nazionale spagnola, con 6 reti realizzate. Esordì il 15 maggio 1960 in Spagna-Inghilterra 3-0 e, durante la sua permanenza tra le Furie rosse vinse il Campionato Europeo del 1964. Giocò l'ultima gara il 27 ottobre 1968, Jugoslavia-Spagna terminata 0-0.

## Palmarès

### Giocatore

#### Club

##### Competizioni nazionali
- Campionato spagnolo: 1

Real Madrid: 1957-1958
- Coppa di Spagna: 2

Barcellona: 1962-1963, 1967-1968

#### Nazionale
- Campionato d'Europa: 1

1964